# Келпін-Подуховний
Келпін-Подуховни (пол. Kiełpin Poduchowny) — село в Польщі, у гміні Ломянки Варшавського-Західного повіту Мазовецького воєводства.
Населення — 148 осіб (2011).
У 1975-1998 роках село належало до Варшавського воєводства.

## Демографія
Демографічна структура станом на 31 березня 2011 року:
|          | Загалом | Допрацездатний вік | Працездатний вік | Постпрацездатний вік |
| -------- | ------- | ------------------ | ---------------- | -------------------- |
| Чоловіки | 69      | 20                 | 43               | 6                    |
| Жінки    | 79      | 18                 | 49               | 12                   |
| Разом    | 148     | 38                 | 92               | 18                   |